# John Frederick Hartranft
John Frederick Hartranft (16 décembre 1830 – 17 octobre 1889) est un homme politique américain, 17e gouverneur de Pennsylvanie de 1873 à 1879. Il sert pendant la guerre de Sécession, atteignant le grade de major général de l'Union. Il reçoit ensuite la médaille d'honneur pour ses actions lors la première bataille de Bull Run en 1861, lorsqu'il est resté après la fin de son engagement pour combattre avec l'Union et a rallié plusieurs régiments.

## Avant la guerre
Hartranft naît à Fagleysville, un village de township de New Hanover, dans le comté de Montgomery, en Pennsylvanie, près de Pottstown, le fils des germano-américains Mary Lydia (Bucher) et Samuel Engle Hartranft.
Hartranft suit une scolarité à Norristown, où sa famille déménage quand il est enfant. Il va au Marshall College à Mercersburg—un précurseur du Franklin & Marshall College de Lancaster. Il déménage à New York, où il obtient son diplôme en génie civil, en 1853, à l'Union College de Schenectady.
Il travaille brièvement pour deux sociétés de chemins de fer en Pennsylvanie orientale, avant de retourner chez lui à Norristown pour aider son père dans l'immobilier et les affaires théâtrales. En 1854, le jeune homme est nommé shérif adjoint du comté de Montgomery, en Pennsylvanie. Cette même année, il épouse Sallie Douglas Sebring. Ils ont six enfants dont trois meurent en bas âge.
Hartranft est actif dans la compagnie de pompiers de Norristown et la loge maçonnique locale. Après avoir « lu la loi » comme apprenti avec une entreprise établie, Hartranft est admis au barreau en 1860. Il entre dans la milice de Pennsylvanie, il est promu colonel.

## Guerre de Sécession
En avril 1861, Hartranft lève un régiment de volontaires de 90 jours dans le comté de Montgomery à Norristown, servant en tant que colonel du 4th Pennsylvania Infantry. Lorsque la durée de leur enrôlement arrive à son terme, le régiment retourne en Pennsylvanie, même si c'est la veille de la première bataille de Bull Run, et les coups de feu ont déjà commencé. Hartranft est humilié par la décision de ses hommes de rentrer chez eux.
Il reste pour combattre avec l'armée le 21 juillet 1861. Cet acte lui vaut la médaille d'honneur le 21 août 1886, pour s'être porté volontaire auprès de son camarade Pennsylvanien, le colonel William B. Franklin. Sa citation se lit comme suit : « a volontairement servi comme conseiller et a participé à la bataille après l'expiration du terme de son service, se distinguant lui-même en ralliant plusieurs régiments qui avaient été jetés dans la confusion ».
Hartranft lève un régiment de trois ans, le 51st Pennsylvania Infantry, et devient son colonel. Ils servent d'abord sur la côte de la Caroline du Nord lors de l'expédition de Burnside. Hartranft les mène lors de la bataille de l'Île de Roanoke et à New Bern. En juillet 1862, les hommes de Hartranft partent à Newport News, en Virginie, pour faire partie du IXe corps de Burnside, avec lequel ils combattent à la seconde bataille de Bull Run et à South Mountain. Ils combattent également lors de la bataille d'Antietam, où Hartranft mène la fameuse charge à travers le pont de Burnside, subissant 120 victimes. Ils participent également à la bataille de Fredericksburg. Le 51st Pennsylvania est transféré sur le théâtre occidental, où Hartranft participe aux batailles de Vicksburg, Campbell's Station, et Knoxville ; dans les deux dernières actions, il sert comme commandant de la deuxième division du IXe corps pendant qu'il est encore colonel.
Il commande la première brigade de la troisième division du IXe corps lors de la campagne de l'Overland de 1864, participant aux combats à la Wilderness et Spotsylvania. Il est promu au brigadier général le 12 mai 1864. Il poursuit lors des opérations contre Richmond et Petersburg. Sa brigade se distingue lors de la bataille de Peeble's Farm.
Lorsque le IXe corps est réorganisé, Hartranft reçoit le commandement de la nouvelle troisième division, composée de nouveaux régiments levés en Pennsylvanie. Hartranft est breveté major général par le lieutenant général Ulysses S. Grant pour avoir vaincu la dernière offensive du général confédéré Robert E. Lee lors de la bataille de fort Stedman. Il achemine sa division inexpérimentée de sa position de réserve et contre-attaque pour récupérer le fort capturé.

## Après la guerre
À la fin de la guerre, Hartranft est affecté comme commandant de la prison de l'ancien Capitole à Washington, D.C. Il est nommé prévôt marshall spécial pendant le procès des accusés de l'assassinat de Lincoln. Il est remarqué pour son traitement bienveillant de Mary Surratt, une prisonnière et la première femme à être exécutée par le gouvernement fédéral. Le 7 juillet 1865, Hartranft mène Mary Surratt, Lewis Paine, David Herold et George Atzerodt à la potence dans ce qui est maintenant appelé le fort Lesley McNair. Il leur lit leurs derniers sacrements, et ils sont pendus.
Après la guerre, Hartranft change de parti politique et devient républicain. Il est désigné pour servir dans l'administration de Pennsylvanie de l'ex-général John W. Geary à titre d'auditeur général, de 1867 à 1873.
Hartranft est élu gouverneur en 1872. Il est un ardent défenseur de l'éducation, de la réforme municipale, de la réglementation bancaire, de l'amélioration de l'industrie et du commerce, et de la réorganisation de la garde nationale. Il soutient le suffrage ses Afro-Américains, combat la machine politique de Simon Cameron de corruption, et défend les droits des ouvriers.

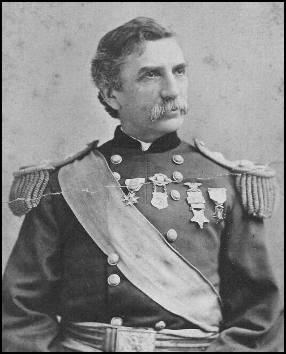
John F. Hartranft après la guerre de Sécession.

Au cours de son administration, la révision de la constitution du Commonwealth est complétée et ratifiée en tant que Constitution de 1873. Elle interdit les lois spéciales et locales ; et elle accroît les mandats des législateurs de l'État : les mandats de la chambre passent d'une année à deux, et les mandats du sénat passent de trois à quatre ans.
Il était le cinquième commandant en chef de l'organisation des anciens combattants de l'Union de la grande armée de la république, servant de 1875 à 1877. Il est également membre de l'ordre militaire de la légion loyale des États-Unis.
Les États-Unis célèbrent son centenaire en tant que nation, en 1876. Hartranft s'apreçoit que la Pennsylvanie ouvre la voie de la célébration qui est centrée dans le parc de Fairmount de Philadelphie.
À la convention nationale républicaine en juin 1876, il est candidat pour l'élection présidentielle, mais Rutherford B. Hayes de l'Ohio est finalement retenu. Il a servi avec Hartranft pendant la guerre de Sécession dans le même corps d'armée.
Au cours de son deuxième mandat, la dépression économique, la faiblesse des salaires dans l'industrie et le chômage, suivant l'essor industriel du début des années 1870, entraîne des conflits sociaux et des grèves nationales qui culminent avec la grande grève du chemin de fer de 1877. Les graves troubles civils comprennent les émeutes associées aux grèves du chemin de fer et générales de 1877 dans plusieurs villes industrielles : y compris Philadelphie, Pittsburgh, de la Readinf et de Scranton. Il a aussi d'autres incidents avec les Molly Maguires dans les régions à charbon anthracite. Hartranft en appelle à la milice de l'État et aux troupes de l'armée régulière pour maintenir l'ordre. À Philadelphie, Reading, etPittsburgh, des incendies éclatent et des installations ferroviaires et des équipements sont brûlés, spécialement à Pittsburgh. Onze personnes meurent le long de la rivière Schuylkill River avant la restauration de l'ordre par les troupes fédérales. Hartranft propose plus tard la reconnaissance des syndicats de travailleurs et l'arbitrage des réclamations.
Préoccupé par le précédent du gouverneur du recours à la milice pour combattre des civils à Pittsburgh, le procureur du district du comté d'Allegheny tente de forcer Hartranft à comparaître devant un grand jury pour expliquer sa décision. Les tribunaux soutiennent Hartranft quand il refuse de comparaître. Leur jugement devient connu comme la « décision Hartranft ».
Hartranft retourne chez lui dans le comté de Montgomery en 1879, où il accepte le poste de receveur des postes. Il est ensuite nommé en tant que collecteur du port pour Philadelphie (1881-1885). Il est également reconduit au poste de commandement de la garde nationale de Pennsylvanie, qu'il a contribué à développer.
Le 26 août 1886, Hartranft reçoit la médaille d'honneur pour bravoure au cours de la première bataille de Bull Run en 1861.
John Hartranft décède à Norristown, et est enterré dans le cimetière de Montgomery du township de Norriton ouest, dans le comté de Montgomery, Pennsylvanie, près de Norristown. La garde nation de Pennsylvanie fournit ensuite un obélisque pour sa tombe.
Il est remplacé en tant que commandant de la division de la garde nationale de Pennsylvanie par George R. Snowden.

## In memoriam

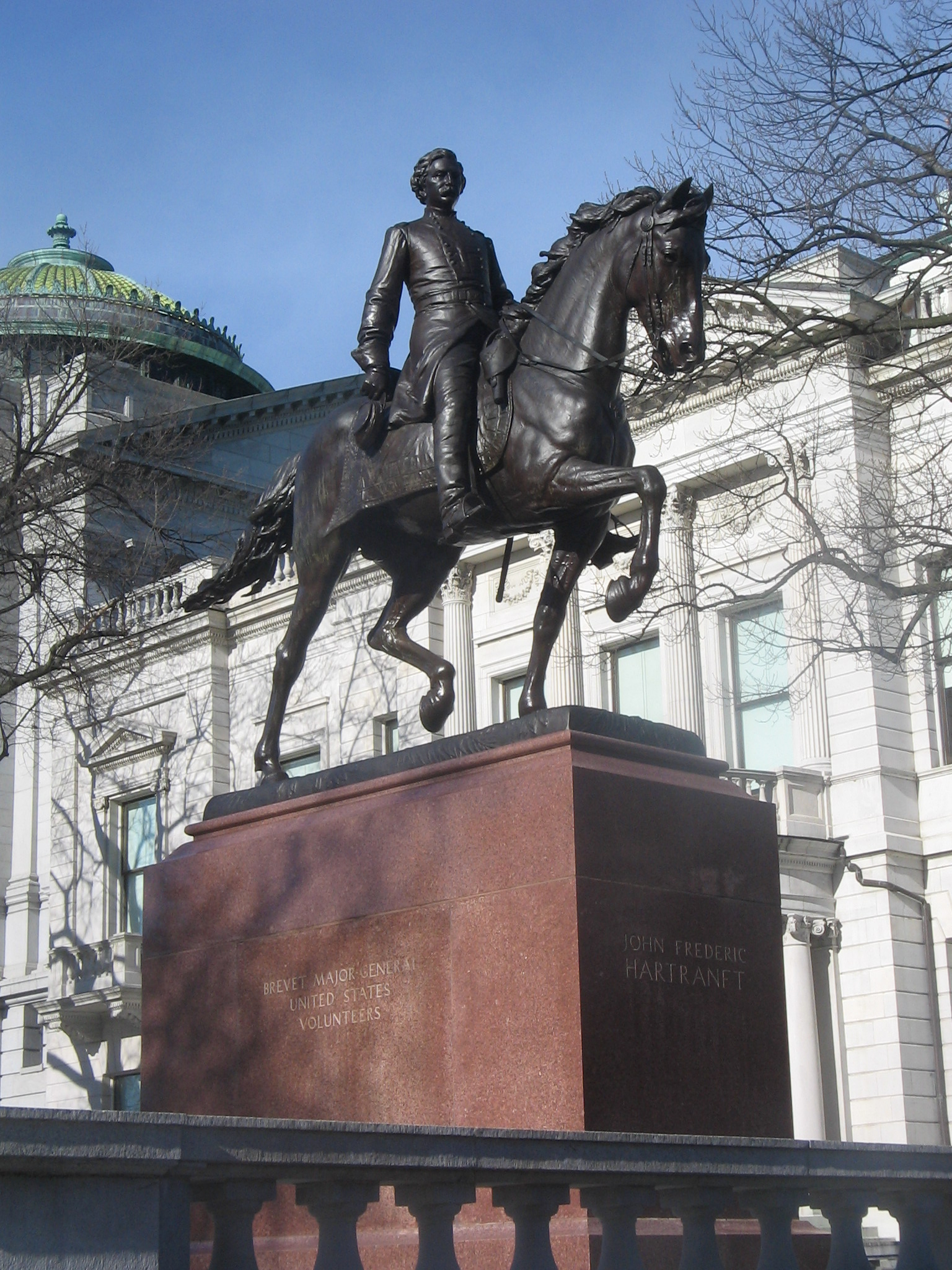
Statue de Hartranft au capitole de l'État de Pennsylvania.

Une statue équestre est installée à côté du capitole de Pennsylvanie à Harrisburg en l'honneur de Hartranft. Le Camp No 15 du fils des vétérans de l'Union de la guerre de Sécession est nommé en son honneur. Les monuments en marbre à Petersburg et Vicksburg honorent son service de la guerre de Sécession. Une école primaire à Norristown est nommée en l'honneur du gouverneur ainsi qu'une autre de l'école élémentaire à Philadelphie.
Le mémorial Smith, à la jonction de South Concourse Drive et Lansdowne Drive à Philadelphie, comprend un buste à son effigie réalisé par Alexander Stirling Calder.
La section Hartranft au Nord de Philadelphie, et une rue de la section du parc Packer au Sud de Philadelphie près du complexe sportif, tous daux à Philadelphie, sont également nommés en son honneur. Une salle de séjour au campus du parc de l'université de l'université d'État de Pennsylvanie est nommée d'après lui. Trois avenues du comté de Montgomery, en Pennsylvanie sont nommées en son honneur : la première est à Norristown et est l'avenue qui mène au cimetière où il est enterré. Les autres avenues sont à proximité du township d'East Norriton et à fort Washington, du township d'Upper Dublin. Une rue dans la section de Brookline de Pittsburgh, en Pennsylvanie, est également nommée en son honneur.

## Citation de la médaille d'honneur
- Grade et organisation : colonel, 4th Pennsylvanie Militia.
- Lieu et date : à Bull Run, Va., le 21 juillet 1861.
- Entré en service à : Norristown, Pa. Naissance: 16 décembre 1830, township de New Hanover, dans le comté de Montgomery, Pa.
- Date de parution : 26 août 1886.

Citation :
A volontairement servi comme assistant et a participé à la bataille après l'expiration du terme de son service, se distinguant dans le ralliement de plusieurs régiments qui étaient en panique.